# L'Hôtel de la gare
L'Hôtel de la gare est un film muet français réalisé par Louis Feuillade en 1913 et sorti en 1914.

## Fiche technique
- Réalisation et scénario : Louis Feuillade
- Société de production : Société des Établissements L. Gaumont
- Pays de production : France
- Format : Muet - Noir et blanc - 1,33:1 - 35 mm
- Métrage : 612 mètres
- Genre : Court métrage comique
- Date de sortie : 
  - France : 20 février 1914

## Distribution
- Suzanne Le Bret
- Mademoiselle Le Brun
- Marcel Lévesque
- Édouard Mathé
- Delphine Renot
- Edmond Bréon